# Tympanota crypsipyrrha
Tympanota crypsipyrrha là một loài bướm đêm trong họ Geometridae.